# Русская медиагруппа
«Русская медиагруппа» (РМГ) — медиахолдинг России, управляющая компания, производящая программный и информационный продукт для ряда электронных СМИ России, а также многих радиокомпаний в регионах.

## История
У истоков холдинга стоит радиостанция «Русское радио», начавшая вещание 2 августа 1995 года и давшая начало развитию РМГ.
В 2004 г. было окончательно куплено Радио Maximum, на тот момент занимавшая 16-е место в рейтинге московских радиостанций.
В июле 2011 года «Национальная Медиа Группа» приобрела 100 % акций радиостанции «Русская служба новостей» у холдинга РМГ.

### Акционерный конфликт и смена владельца (2015—2016)
Осенью 2014 года основатель благотворительного фонда «Федерация» и музыкальный продюсер Владимир Киселёв (его продюсерские проекты: Елена Север (жена Елена Севергина), ЮрКисс (сын Юрий Киселёв), ВладиМир (сын Владимир Киселёв), а также его собственные группы «Санкт-Петербург», «Земляне», «Русские») и председатель совета директоров РМГ Ольга Плаксина написали президенту РФ Владимиру Путину письмо, предложив создать на базе нескольких телеканалов, а также радиостанций РМГ, некий патриотический медиахолдинг — «своего рода инкубатор по производству отечественных суперзвёзд», базой должен будет стать строящийся концертный зал на территории стадиона «Спартак», координатором проекта было предложено сделать ФГУП «Госконцерт». Генеральным директором этой организации является Сергей Бунин — давний партнёр и «правая рука» Киселёва, который, по словам Бунина, является продюсером этой идеи.
Летом 2015 года в холдинге разразился акционерный конфликт на фоне возможной продажи РМГ ФГУП «Госконцерт». «ИФД КапиталЪ» был готов продать свой пакет, а Кожевников выступил против продажи и создания патриотического холдинга. Против сделки также выступили ряд исполнителей, написавших письмо президенту РФ Владимиру Путину, в котором они выразили свою «глубокую озабоченность» перспективой продажи холдинга «Русская медиагруппа», ибо по их мнению заявленная цена РМГ в три раза ниже рыночной, что вызывает у них сомнения в прозрачности данной сделки. По словам Сергея Кожевникова, в адрес его и его родных поступали угрозы из-за нежелания продавать свой пакет акций при оценке всего холдинга в $60 млн.
В июне 2015 года «ИФД КапиталЪ» достиг принципиальной договорённости о продаже пакета акций радиохолдинга ФГУП «Госконцерт». Обладавший правом преимущественного выкупа Сергей Кожевников 3 августа сделал официальную оферту ИФД, предложив выкупить 100 акций ЗАО по цене 33,87 млн рублей за единицу ($60 млн долларов). Впрочем, по его словам, никакой официальной реакции на его предложение не последовало.
10 августа на заочном заседании совета директоров РМГ генеральным директором был назначен Сергей Архипов, бывший одним из основателей «Русского радио» и президентом РМГ в 2001—2007 годах. Сергей Кожевников, в то время находившийся в отпуске, пообещал оспорить своё увольнение в суде, так как заседание совета директоров без директора он считает неправомерным. Также в этот день холдинг покинули директор по развитию Михаил Зотов и финансовый директор Яна Ладжу.
18 августа Сергей Архипов сообщил о своём уходе из холдинга из-за попыток Сергея Бунина влиять на редакционную политику снятием с эфира исполнителей, выступивших против сделки. Также его возмутила встреча между Сергеем Буниным и замминистра связи Алексеем Волиным, где также присутствовал некий Константин Козлов, представившийся управляющим директором РМГ. По словам Архипова, в штатном расписании РМГ нет должности управляющего директора, и этот человек незнаком как ему, так и Ольге Плаксиной.
В декабре 2015 года холдинг возглавил Роман Саркисов, в дальнейшем обновивший часть управленческой команды.
25 апреля 2016 года газета «Ведомости» сообщила о выделении банком ВТБ кредита в размере 3 миллиарда рублей «Бизнес-гарант», принадлежащей Владимиру Киселёву с декабря 2015 года. По словам источников издания, планируется приобрести 78 % акций медиахолдинга. Компания «Госконцерт» испытывала трудности в получении требуемых кредитных средств из-за «фактического отсутствия» выручки.
В апреле 2017 года Сергей Кожевников заявил информационному агентству RNS о потере «моральной привязанности» к радиохолдингу и готовности выйти из состава акционеров. По оценке бизнесмена, стоимость частот РМГ составляет 60—70 млн долларов. В итоге, душещипательную и популистскую PR-историю, с которой всё начиналось (про некий патриотический медиахолдинг — «своего рода инкубатор по производству отечественных суперзвезд») все благополучно забыли, вместо этого — весьма заметным образом эфирное пространство «Русского Радио», телеканалов «RU.TV» и «Муз ТВ» заполнили видеоклипы и песни личных продюсерских проектов Киселёва[стиль], а характерной особенностью 20-летия премии «Золотой граммофон» было игнорирование данного мероприятия некоторыми знаковыми артистами заявленными на церемонии (такими как Григорий Лепс) и раздача призовых статуэток личным карманным проектам Киселёва, таким как всё тот же начинающий певец ЮрКисс (который является сыном Владимира Киселёва), новый молодой состав группы «Земляне, новый состав группы «Русские» и некая группа «Бойкот» (последний коллектив также получил призовую статуэтку премии, тогда как песен этой группы вообще нет в ротации ни одной радиостанции FM-диапазона), что вызвало явное недоумение и негодование в среде музыкальной общественности и журналистов.
Общее мнение по данному вопросу высказала журналист Екатерина Гордон:

— Мне смешно, чьи песни сейчас крутятся на этой радиостанции. У них такой семейный подряд. Елена Север — жена Владимира Киселёва, который пришёл на «Русское радио» после смещения прежнего руководства. ЮрКисс и ВладиМир — их сыновья. А Маша Вебер — жена правой руки Киселёва Сергея Бунина, возглавляющего у них совет директоров. Только у генерального директора Романа Саркисова жены нет. А так бы и она, наверное, крутилась. Над качеством репертуара этих жён и сыновей ржёт в голос весь шоу-бизнес. Просто никто не решается говорить об этом публично. Все побаиваются, что их не возьмут на «Русское радио» или уберут из эфира.

### Судебные иски и разбирательства
20 ноября 2015 года Сергей Кожевников проиграл суд РМГ и «ИФД Капиталъ». В суде он пытался оспорить законность увольнения с поста генерального директора РМГ. По результатам рассмотрения иска суд оставил требования Сергея Кожевникова без удовлетворения, тем самым подтвердив законность его увольнения. Представитель «ИФД Капиталъ» объяснил увольнение Кожевникова газете «Ведомости» «потерей доверия».
В мае 2016 года Кожевников во второй раз подал в суд на РМГ: «Суть иска в том, что я против того, чтобы „Русская медиагруппа“ выступала поручителем по такой сомнительной сделке, как кредит компании Владимира Киселева на покупку РМГ под залог акций дочерних компаний холдинга. На совете директоров я выступал против этого решения, но оно было принято большинством голосов. Это решение может привести к банкротству предприятия». Позднее он отозвал иск, поскольку были сняты риски принятых ранее решений совета директоров: «Компания погасила долги перед ВТБ. Я не отказываюсь от мнения, что решение совета директоров было вредно для РМГ, ведь за скобками были вопросы, откуда деньги и как его гасить. Но фактически кредит погашен, и по факту рисков для компании нет. Откуда деньги брали, мне всё равно», — рассказал Кожевников.
В январе 2017 года Арбитражный суд Санкт-Петербурга и Ленобласти удовлетворил заявление ЗАО «Русская Медиагруппа» о взыскании более 8,2 миллиона рублей долга с ЗАО «Планета Плюс» за использование товарного знака «Золотой Граммофон». С ответчика взыскано 8 миллионов рублей задолженности и 292,7 тысячи рублей процентов.
В июне 2016 года Евгений Финкельштейн в судебном порядке пытался оспорить решение общего собрания собственников ООО «Радио Шанс», прошедшего в мае 2016 года, в ходе которого было принято решение о передаче лицензии на радиовещание на частоте 107,8 МГц в Петербурге со стороны владельца 51 % доли ЗАО «Русское Радио — Евразия». Судом были исследованы доказательства наличия у господина Финкельштейна иностранного гражданства, которое, в силу ограничений статьи 19.1. Закона РФ «О средствах массовой информации», не позволяло ему влиять на решение собрания акционеров по поводу передачи лицензии на вещание. Арбитражный суд Северо-Западного округа 7 июня 2017 года подтвердил законность и обоснованность решения Арбитражного суда города Санкт-Петербурга и Ленинградской области от 22.12.2016, согласно которому суд в полном объёме отказал Президенту корпорации PMI («Петербургская музыкальная индустрия») Евгению Финкельштейну в удовлетворении исковых требований к ООО «Радио-Шанс» по поводу передачи лицензии на вещание ООО «Радио Шанс» к ЗАО «Русское Радио — Евразия», находящегося под управлением ЗАО «Русская Медиагруппа» (РМГ).
3 июля 2017 года Арбитражный суд Московского округа рассмотрел кассационную жалобу С. В. Кожевникова на решение Арбитражного суда г. Москвы от 1 декабря 2016 года и постановление 9 апелляционного суда от 20 марта 2017 года, и оставил в силе решение об отказе в удовлетворении требований Сергея Кожевникова в оспаривании Положения ЗАО «РМГ» о предоставлении информации акционерам.
14 сентября 2017 года был отклонён очередной иск Сергея Кожевникова к ЗАО «Русская Медиагруппа». По итогам рассмотрения дела в апелляционной инстанции, вступило в законную силу решение об отказе в полном объёме миноритарному акционеру компании Сергею Кожевникову в иске против «Русской Медиагруппы» об оспаривании в суде структуры акционеров рекламного сейлз-хауса РМГ — компании «РМГ Сервис».
Московский арбитражный суд взыскал с Сергея Кожевникова 102 тысячи рублей в пользу ЗАО «Русская Медиагруппа» за изготовление копий документов о деятельности общества. Соответствующее решение было вынесено в пользу общества 19 сентября 2017 года.

### Дальнейшая история
Начиная со смены владельца в 2015 году «Русское радио» начало планомерно терять аудиторию: в октябре 2015-го — марте 2016 года её ежедневная аудитория в крупных городах была почти 9 млн человек, в октябре 2020-го — марте 2021 года — 7 млн. В Москве ежедневная аудитория «Русского радио» с 2016 года сократилась на 14 %, до 900 тысяч слушателей в апреле—июне 2021 года. По итогам 2020 года средняя доля от всей аудитории радио в крупных городах России у РМГ была около 13 %, у Европейской медиагруппы — 24 %, у Газпром-Медиа — 18 %.
В феврале 2021 года управляющим директором стал Дмитрий Медников, ранее бывший заместителем гендиректора ВГТРК. В официальном сообщении о назначении анонсировалось, что он займётся «вопросами формирования и реализации стратегии развития медиабизнеса, направленной на долгосрочное увеличение доли рынка, доходов и влияния на музыкальную индустрию».
В 2021 году планировалось запустить инвестиционный фонд Creative & Investment.
28 марта 2023 г. была запущена интернет-станция Neuro Flow в стиле танцевальный хаус, контент для которой был создан нейросетью Mubert. Целевая аудитория — россияне в возрасте 18-34 лет.
В сентябре 2024 года должность заместителя генерального директора по контентной политике и продвижению «Русской медиагруппы» занял бывший генеральный продюсер группы радиостанций «ГПМ Радио» Денис Сериков. Компания сообщила, что он «возглавит направление стратегического развития и контентной политики медиаактивов холдинга: „Русского Радио“, MAXIMUM, DFM, Monte Carlo, Хит FM и телеканала RU.TV. Он также будет отвечать за продвижение и позиционирование этих брендов».

## Активы
В состав «РМГ» входят:
- Русское радио;
- DFM;
- Хит FM;
- Радио Монте-Карло;
- Радио MAXIMUM;
- Телеканал RU.TV;
- Интернет-портал Station.ru.

## Собственники
По состоянию на 31 декабря 2020 года 78 % АО «Русская медиагруппа» принадлежит АО «Капитальные инвестиции», 22 % — АО «Муз. Ру». Их основным бенефициаром выступает Владимир Киселёв.
До 2016 года основным владельцем холдинга был ИФД «КапиталЪ», действовавший в интересах Вагита Алекперова и Леонида Федуна. Ему принадлежало 78 % головного АО «Русская медиагруппа», оставшиеся 22 % были у Сергея Кожевникова.

## Коммерческие показатели
Выручка РМГ в 2014 году с учётом бартера, по подсчётам РБК и AdIndex, могла составить 1,3 млрд руб. с НДС, причём из них 909 млн руб. пришлось на «Русское радио».
В 2014 году EBITDA по МСФО составила около 690 млн руб, выручка — 2,5 млрд руб (из них 1,7 млрд составили рекламные доходы). По состоянию на 2015 год радиостанции холдинга не являлись убыточными. Самой крупный оборот имело «Русское Радио», самой маржинальной было Радио Монте-Карло.

## Внеэфирные проекты
- Народная музыкальная премия «Золотой граммофон»;
- Русская Музыкальная Премия телеканала «RU.TV»;
- Премия «Звёзды хайпа»;
- Фестиваль «Звёзды Русского Радио»;
- Русское Рождество.